# Берген
Вижте пояснителната страница за други значения на Берген.
Бѐрген (на норвежки: Bergen, произнася се по-близко до Бя̀рген) е град в Югозападна Норвегия, център на фюлке Хордалан. Разположен е на брега на Норвежко море. Население – 223 600 души от преброяването на 1 юли 2008 г. Берген е вторият по големина град в страната.
Градът е разположен на югозападното крайбрежие на Норвегия, в Хордалан. Берген е заобиколен от група планини известна с името „Седемте планини“ (de syv fjell), въпреки че броят на планините е въпрос на дефиниция. Градът е признат за неофициална столица на областта, известна като Западна Норвегия, както и за официален път към норвежките фиорди. Берген има вътрешно пристанище, което е не само най-голямото в страната, но и едно от най-големите в Европа, обработващо над 50% от товарите в Норвегия според пристанищната компания.

## История
Берген е основан от Олаф III Хюре през 1070 г. и е столица на Норвегия до 1299 г. До края на 13 век, Берген е и част от Хансийския съюз на градовете с търговски монопол над Балтийско море. Основният търговски ресурс на града по това време е рибата треска, чийто улов започва от 1100 г. Германските хансийски търговци са живеели в отделна част от града, където се е говорил долносаксонски език и са притежавали специални права за търговия с рибарите от Берген. В наши дни част от автентичната атмосфера на германския квартал е запазена в пристанищната зона Брюген – обявена за част от световното природно и културно наследство на ЮНЕСКО.
През 1349 г., Черната смърт се разпространява в Норвегия от английски кораб, акостирал на бергенското пристанище. През 15 век, градът е неколкократно атакуван от виталианците, като през 1429 г. те опожаряват двореца и голяма част от града. През 1536 г. кралят принуждава германските търговци да вземат норвежко гражданство или да напуснат града, с което се слага официално краят на немското влияние. През 1665 г. пристанището на Берген се превръща в кървава арена на битка между английски кораби и подкрепяните от градския гарнизон холандски кораби. През 15 и 16 век, Берген се превръща в най-големия град в Северна Европа и остава най-големия норвежки град до развитието на Осло през 1850. Въпреки това до 1789 г. Берген запазва монопола си върху търговията в Северна Норвегия.
През 1916 г. части от центъра на града са разрушени от пожар, последният от много през цялата история на града. По време на Втората световна война, на първия ден от германската инвазия на 9 април 1940 г., градът е окупиран след кратко сражение между германските кораби и норвежката артилерия. На 20 април 1940 г., по време на окупацията, холандски кораб натоварен със 120 тона експлозиви се взривява на пристанището, убивайки над 150 души и разрушавайки исторически сгради. Берген е подложен и на съюзническа бомбардировка, насочена към германските военни обекти. При тази операция загиват над 100 души.
През 1972 г. Берген е обединен със съседните общини (Орна, Фона, Лаксевог и Осоне) и е издигнат до статут на областен град, при което са оформени и съвременните му граници.

## Климат
Берген е известен с обилните си валежи, откъдето идват и прякорите на града – Градът на дъжда, Сиатъл на Европа. Дъждът допринася за голяма част от общото годишно количество паднала вода (2250 mm). Берген е един от най-топлите градове на Норвегия, благодарение на течението Гълфстрийм. Температури от 10 °C, съчетани с дъжд, могат да се наблюдават както през януари, така и през юли. Най-високата температура, записана някога в града, е 31,8 °C през 1947 г., докато най-ниската е -16,3 °C през 1987.
| Климатични данни за Берген                           | Климатични данни за Берген | Климатични данни за Берген | Климатични данни за Берген | Климатични данни за Берген | Климатични данни за Берген | Климатични данни за Берген | Климатични данни за Берген | Климатични данни за Берген | Климатични данни за Берген | Климатични данни за Берген | Климатични данни за Берген | Климатични данни за Берген | Климатични данни за Берген |
| Месеци                                               | яну.                       | фев.                       | март                       | апр.                       | май                        | юни                        | юли                        | авг.                       | сеп.                       | окт.                       | ное.                       | дек.                       | Годишно                    |
| Средни максимални температури (°C)                   | 3,6                        | 4,0                        | 5,9                        | 9,1                        | 14,0                       | 16,8                       | 17,6                       | 17,4                       | 14,2                       | 11,2                       | 6,9                        | 4,7                        | 10,4                       |
| Средни температури (°C)                              | 1,5                        | 1,6                        | 3,3                        | 5,9                        | 10,5                       | 13,5                       | 14,5                       | 14,4                       | 11,5                       | 8,7                        | 4,7                        | 2,6                        | 7,7                        |
| Средни минимални температури (°C)                    | −0,4                       | −0,5                       | 0,9                        | 3,0                        | 7,2                        | 10,2                       | 11,5                       | 11,6                       | 9,1                        | 6,6                        | 2,8                        | 0,6                        | 5,2                        |
| Средни месечни валежи (mm)                           | 190                        | 152                        | 170                        | 114                        | 106                        | 132                        | 148                        | 190                        | 283                        | 271                        | 259                        | 235                        | 2250                       |
| ---------------------------------------------------- | -------------------------- | -------------------------- | -------------------------- | -------------------------- | -------------------------- | -------------------------- | -------------------------- | -------------------------- | -------------------------- | -------------------------- | -------------------------- | -------------------------- | -------------------------- |
| Източник: World Weather Information Service – Bergen |                            |                            |                            |                            |                            |                            |                            |                            |                            |                            |                            |                            |                            |

## Наука и образование
В града има 64 начални училища, 18 гимназии и 20 висши учебни заведения.
„Бергенският университет“ е третият най-голям в страната с 16 хил. студенти и 3000 души персонал. Университетът разполага с широка гама от курсове и научни програми в различни академични области и три национални центъра за изследване на климата, петролни изследвания и медиевистика. Основният кампус на университета се намира в центъра на града.
Друго учебно заведение е Bergen University College с 6000 студенти и 600 души персонал, специализирано в сферите на образованието, здравеопазването и инженерните науки. Колежът е създаден през 1994 г., а кампусите му са разпръснати из целия град, но основният се намира в района на Кронстад, на чието име е кръстена и спирка на градския транспорт.

## Спорт
Град Бреген има два представителни футболни отбора. Първият се нарича СК Бран. Той е сред водещите норвежки футболни тимове. Вторият носи името Льов-Хам Фотбал и се състезава във втория ешелон на норвежкия футбол групата Адекколиген.

## Личности, родени в Берген
- Уле Бул – цигулар, композитор (1810 – 1880)
- Варг Викернес – музикант, подпалвач, убиец (1973 – )
- Едвард Григ – композитор, пианист (1843– 1907)
- Олве Ейкему (Abbath) – китарист, композитор и вокалист (1973 – )
- Ивар Йевер – норвежко-американски физик (1929 – )
- Тере Хауге – футболен съдия (1965 – )
- Лудвиг Холберг – писател, драматург (1684– 1754)

## Побратимени градове
- Мари, Таджикистан
- Турку, Финландия от 1946 г.